# 石勇 (信息管理专家)
石勇（1956年8月—），男，苗族，湖南湘西人，中国信息管理科学、数据科学家，中国科学院大学经济与管理学院副院长、中国科学院虚拟经济与数据科学研究中心主任、教授，国务院参事，中国民主建国会中央委员会委员。